# Markus Lang
Markus Lang (* 29. Februar 1976 in Lauffen am Neckar) ist ein deutscher Fußballtrainer und ehemaliger -spieler. Seit Sommer 2024 ist er Cheftrainer bei Verbandsligisten VfR Heilbronn.

## Karriere
Der in Kirchheim am Neckar aufgewachsene Lang spielte im Nachwuchsbereich für den FV Kirchheim, den VfB Stuttgart und die Stuttgarter Kickers. Für die Kickers kam er in der Saison 1993/94 auch erstmals in der Reservemannschaft in der Landesliga Württemberg zum Einsatz, in der Spielzeit 1994/95 absolvierte er in einer Mannschaft mit Zoltan Sebescen und Tayfun Korkut mindestens 25 Ligaspiele und war mit 21 Ligatoren bester Torschütze seiner Mannschaft. Als Stürmer spielte er auch die folgenden Jahre im württembergischen Amateurfußball, nach Stationen beim FV Zuffenhausen und dem VfR Heilbronn kam er 1999 zum SGV Freiberg in die Verbandsliga. Mit der Mannschaft schaffte er 2001 den Oberligaaufstieg, bis 2004 bestritt er 44 Spiele (17 Tore) für den Klub in der Oberliga Baden-Württemberg. 2004 ging er zum TSV Schwieberdingen, beim FC Heilbronn riss er sich in seinem ersten Spiel für den Klub in Backnang das Kreuzband.
Der gelernte Sportfachwirt ist Inhaber und sportlicher Leiter der Kinderfußballschule elfwerken. 2006 erwarb er die Trainer-A-Lizenz an der Sportschule Hennef und war fünf Jahre lang Trainer beim VfL Gemmrigheim in der Kreisliga A, teilweise als Spielertrainer. Im Januar 2013 wurde er Co-Trainer unter Rüdiger Rehm beim Regionalligisten SG Sonnenhof Großaspach, beendete diese Tätigkeit aber bereits nach einem halben Jahr wieder, weil sie sich zeitlich nicht mit seiner Fußballschule vereinbaren ließ. Ab Sommer 2013 war er Trainer des Landesligisten TSG Backnang 1919. Die Mannschaft führte er 2014 zum Aufstieg in die Verbandsliga Württemberg und 2017 trotz seines bereits feststehenden Abgangs zum Saisonende zum Aufstieg in die Oberliga Baden-Württemberg.
Zur Saison 2018/19 kehrte er als „Sportlicher Leiter Talentförderung“ zur mittlerweile in der dritten Liga spielenden SG Sonnenhof Großaspach zurück. In dieser Funktion war er Co-Trainer der ersten Mannschaft, Cheftrainer der U19 in der Verbandsstaffel und auch für ein neues Konzept in der Talentförderung zuständig, wozu der Klub anlässlich seiner „Dorfklub-Fußballschule“ eine Kooperation mit Langs Fußballschule einging. Vor dem vorletzten Spieltag der Saison 2018/19 übernahm Lang nach der Entlassung des bisherigen Cheftrainers Florian Schnorrenberg interimistisch den Trainerposten des Profiteams. Mit zwei Siegen aus den beiden Partien gegen den FSV Zwickau (5:2) und bei Fortuna Köln (2:0) führte er die Mannschaft noch auf einen Nicht-Abstiegsplatz. Eine Fortsetzung seiner Tätigkeit als Cheftrainer über das Saisonende hinaus war von Beginn an ausgeschlossen, da er nicht über die notwendige Fußballlehrer-Lizenz verfügt, 2019 und 2020 erhielt er trotz bestandener Aufnahmeprüfung keinen Kursplatz. Im Dezember 2019 übernahm er vor dem letzten Spieltag vor der Winterpause nach der Entlassung von Oliver Zapel erneut interimistisch den Trainerposten bei Großaspach, für eine längerfristige Cheftrainerrolle fehlt ihm weiterhin die notwendige Trainerlizenz.
Nachdem nach drei Spieltagen nach der Winterpause Mitte Februar 2020 das neue Trainerduo Mike Sadlo und Heiner Backhaus wieder freigestellt wurde, übernahm Lang abermals interimistisch den Trainerposten. Zum 26. Spieltag wurde Hans-Jürgen Boysen bis zum Saisonende im Amt eingesetzt und Lang auch zu dessen Assistenten ernannt.
Am 2. Dezember 2020 beendete Lang seine Tätigkeit als U19-Trainer in Großaspach und wechselte als neuer Cheftrainer zum FSV 08 Bietigheim-Bissingen in die Oberliga Baden-Württemberg. Parallel zu dieser Tätigkeit arbeitet er weiterhin in der Dorfklub-Fußballschule in Großaspach. Bietigheim-Bissingen betreute er bis Dezember 2023, als per „einvernehmliche[r] Entscheidung nach einem sehr freundschaftlichen Gespräch“ sich der Verein und Lang trennten. Das Team lag nach der Hinrunde mit 21 Punkten aus 20 Spielen auf dem 13. Tabellenplatz.
Im Sommer 2024 übernahm er den Trainerposten beim Verbandsligaaufsteiger VfR Heilbronn 96-18.